# Букшпан, Михаил Маркович
Михаил Маркович Букшпан (1896 — 31 октября 1937) — ответственный сотрудник ГПУ-НКВД Украинской ССР, начальник учётно-статистического отдела ГПУ УкрССР.  Расстрелян в особом порядке, реабилитирован посмертно.

## Биография
Уроженец города Могилёва-Подольского Подольской губернии. Родился в семье служащего, еврей. Имел среднее образование. Состоял в РКП(б) в 1920—1921 годах. Исключён «за неучастие в революционном движении в 1917—1918 годов». С 1930 года кандидат в члены ВКП(б).
В органах ВЧК−ОГПУ−НКВД с 1920 года. С 1922 года — на профсоюзной работе. В 1927 году вернулся к работе в органах ОГПУ в качестве уполномоченного экономического управления (ЭКУ) ГПУ Украинской ССР. В 1931—1934 годах начальник учётно-статистического отдела (УСО) ГПУ УССР, затем начальник УСО-УАО УГБ НКВД УССР. С января 1935 года начальник ОГАС НКВД УССР. В марте 1936 — июле 1937 года начальник отдела резервов НКВД УССР.
8 января 1936 года присвоено звание старшего лейтенанта государственной безопасности.
19 июля 1937 г. арестован. 13 августа 1937 г. уволен из органов НКВД по статье 38 п. «в» («уволен вовсе c исключением с учёта за невозможностью использования на работе в Главном управлении государственной безопасности»). Внесён в Сталинский расстрельный список в «особом порядке» от 27 октября 1937 года в  (за 1-ю категорию Сталин, Молотов, Каганович, Ворошилов ). Осуждён по 1-й категории (расстрел). Расстрелян 31 октября 1937 года в Киеве вместе с группой сотрудников НКВД УкрССР (И. Я. Казбек-Каплан, В. И. Окруй, М. И. Гринёв, А. П. Гурович, А. С. Лавров-Шнейдер,  Р. Б. Тантлевский и др.). Место захоронения  — спецобъект НКВД УкрССР «Быковня».
Определением ВТ Киевского ВО от 30 августа 1957 года реабилитирован посмертно.

## Награды
- 8 апреля 1934 — знак «Почётный работник ВЧК-ОГПУ (XV)»